# Svenska Förläggareföreningen
Svenska Förläggareföreningen är en branschorganisation för svenska bokförlag.
Svenska Förläggareföreningen instiftades 1843 under namnet Svenska Förlagsföreningen. Den organiserar företag och enskilda personer i Sverige, vilka bedriver bokutgivning, huvudsakligen av allmänlitteratur.
Föreningen driver bland annat frågor som rör upphovsrätt, tryckfrihetsrätt och kulturpolitik samt frågor om bokens och läsandets ställning. Föreningen var också aktiv förespråkare av IPRED-lagens införande.
Svenska Förläggareföreningen delar ut Augustpriset och Pocketpriset.